# Aeropuerto Internacional Tobías Bolaños
Aeropuerto Internacional Tobías Bolaños är en flygplats i Costa Rica.   Den ligger i provinsen San José, i den centrala delen av landet, 7 km väster om huvudstaden San José. Aeropuerto Internacional Tobías Bolanos ligger 1 001 meter över havet.
Terrängen runt Aeropuerto Internacional Tobías Bolanos är varierad. Runt Aeropuerto Internacional Tobías Bolanos är det mycket tätbefolkat, med 6 711 invånare per kvadratkilometer. Närmaste större samhälle är San José, 6,7 km öster om Aeropuerto Internacional Tobías Bolaños. Runt Aeropuerto Internacional Tobías Bolanos är det i huvudsak tätbebyggt.